# ジョーゼフ・ゴールドスタイン
ジョセフ・レナード・ゴールドスタイン（Joseph Leonard Goldstein、1940年4月18日 - ）はアメリカ合衆国の生化学者、遺伝学者。コレステロール代謝の研究の先駆者。テキサス大学医学部上席教授。1985年、コレステロール代謝とその関与する疾患の研究によりマイケル・ブラウンと共にノーベル生理学・医学賞を受賞した。また、遺伝性疾患についての功績により多くの賞を受賞した。

## 人物
サウスカロライナ州キングスツリー出身。1962年にワシントン・アンド・リー大学を卒業する。1966年に、1966年にテキサス大学サウスウェスタン医療センターからM.D.を取得した。その後は1968年までマサチューセッツ総合病院で研究者として働き、アメリカ国立衛生研究所（NIH）に移り、生化学遺伝学の研究に従事した。 1972年、サウスウェスタン医療センターに戻り、教授として医学遺伝学部門の責任者に就任したｌ。

また、遺伝性疾患についての功績により多くの賞を受賞した。1991年王立協会外国人会員選出。

## 主要論文
- Brown MS, Goldstein JL (June 2012). “Reflections – Scientific side trips: six excursions from the beaten path”. J. Biol. Chem. 287 (27):  22418–22435. doi:10.1074/jbc.X112.381681. PMC 3391146. PMID 22584575.
- Brown MS, Goldstein JL (May 2011). “Richard G.W. Anderson (1940–2011) and the birth of receptor-mediated endocytosis”. J. Cell Biol. 193 (4):  601–603. doi:10.1083/jcb.201104136. PMC 3166872. PMID 21576388.
- Goldstein JL, Brown MS (April 2009). “History of Discovery: The LDL Receptor”. Arterioscler. Thromb. Vasc. Biol. 29 (4):  431–438. doi:10.1161/ATVBAHA.108.179564. PMC 2740366. PMID 19299327.
- Brown MS, Goldstein JL (April 2009). “Cholesterol feedback: from Schoenheimer's bottle to Scap's MELADL”. J. Lipid Res. 50 (Supplement):  S15–S27. doi:10.1194/jlr.R800054-JLR200. PMC 2674699. PMID 18974038.
- Brown MS, Goldstein JL (October 2004). “A tribute to Akira Endo, discoverer of a "penicillin" for cholesterol”. Atherosclerosis Supplements 5 (3):  13–16. doi:10.1016/j.atherosclerosissup.2004.08.007.
- Brown MS, Goldstein JL (April 1986). “A receptor-mediated pathway for cholesterol homeostasis”. Science 232 (4746):  34–47. Bibcode: 1986Sci...232...34B. doi:10.1126/science.3513311. PMID 3513311.
- Brown MS, Goldstein JL (March 1974). “Familial hypercholesterolemia: defective binding of lipoproteins to cultured fibroblasts associated with impaired regulation of 3-hydroxy-3-methylglutaryl coenzyme A reductase activity”. Proceedings of the National Academy of Sciences of the United States of America 71 (3):  788–792. Bibcode: 1974PNAS...71..788B. doi:10.1073/pnas.71.3.788. PMC 388099. PMID 4362634.
- Goldstein JL, Brown MS (October 1973). “Familial hypercholesterolemia: identification of a defect in the regulation of 3-hydroxy-3-methylglutaryl coenzyme A reductase activity associated with overproduction of cholesterol”. Proceedings of the National Academy of Sciences of the United States of America 70 (10):  2804–2808. Bibcode: 1973PNAS...70.2804G. doi:10.1073/pnas.70.10.2804. PMC 427113. PMID 4355366.

## 受賞歴
- 1974年 - ハインリッヒ・ヴィーラント賞
- 1976年 - ファイザー酵素化学賞
- 1978年 - パサノ賞
- 1979年 - リチャード・ラウンズベリー賞
- 1981年 - ガードナー国際賞
- 1984年 - ルイザ・グロス・ホロウィッツ賞
- 1985年 - アルバート・ラスカー基礎医学研究賞
- 1985年 - ウィリアム・アラン賞
- 1985年 - ノーベル生理学・医学賞
- 1988年 - アメリカ国家科学賞
- 1999年 - ウォーレン・アルパート財団賞
- 2002年 - ジョージ・M・コーバー・メダル
- 2003年 - オールバニ・メディカルセンター賞